# أقا إيغان
أقا إيغان هي جماعة قروية بإقليم طاطا في جهة سوس ماسة جنوب المغرب، وهي تبعد عن مدينة طاطا بـ 70 كلم، وتضم 6452 نسمة حسب الإحصاء العام للسكان والسكنى لسنة 2014.

## التعليم
قائمة المؤسسات التعليمية في أقا إيغان:
- مجموعة مدارس أقا إيغان
- مجموعة مدارس لقصور
- مجموعة مدارس أولاد علي
- مجموعة مدارس أقا إيكرن
- إعدادية المسيرة